# Candy Bar Creep Show
Candy Bar Creep Show je debutové EP americké alternativně-rockové skupiny MS MR. Album bylo vydáno 14. září 2012 prostřednictvím IAMSOUND Records na vinylu a jako digitální stažení. V Německu bylo EP dostupné také na CD a vyšlo zde pod jménem "Hurricane - (the Candy Bar Creep Show)" 18. ledna 2013. Právě německé vydání verze jejich singlu "Hurricane" se v Německu vyšplhalo na 38. místo tamějšího žebříčku. Debutové EP obsahuje 4 skladby, které později vyšly také na jejich debutovém studiovém albu Secondhand Rapture, které bylo vydáno 14. května 2013. Skladba "Bones" byla na začátku roku 2013 použita v upoutávce na 3. řadu populárního seriálu Hra o trůny.

## Seznam skladeb
Autory všech skladeb jsou Lizzy Plapinger a Max Hershenow.
1. "Bones" - 4:13
2. "Hurricane" - 3:46
3. "Dark Doo Wop" - 2:51
4. "Ash Tree Lane" - 3:12

## Obsazení
MS MR
- Lizzy Plapinger – zpěv
- Max Hershenow – bicí, produkce